# Grande-Cascapédia
Pour les articles homonymes, voir Cascapédia.
Grande-Cascapédia est un petit village fondé en 1929 dans la région de la Gaspésie-Îles-de-la-Madeleine.  Le village fait partie depuis le 2 juin 1999 de la municipalité de Cascapédia–Saint-Jules.  Cependant, la dénomination de Grande-Cascapédia est toujours utilisée pour désigner le village de Grande-Cascapédia qui forme un hameau dans la nouvelle municipalité.

## Toponymie
Le toponyme de Grande-Cascapédia vient de la rivière qui borde le village à l'ouest, la rivière Cascapédia.  Les citoyens portent le nom de Cascapédiacs.  Autrefois, l'endroit portait le nom de Cascapédiac.

## Annexe